# Ambogaster colyma
Ambogaster colyma är en stekelart som beskrevs av Heydon 2005. Ambogaster colyma ingår i släktet Ambogaster och familjen puppglanssteklar. Inga underarter finns listade i Catalogue of Life.